# Григорије Гершић
Григорије Гершић (Грабовци, 26. децембар 1777 — Сремски Карловци, 1. мај 1835) је био српски професор, школски надзорник и преводилац.

## Образовање
Српски и немачки језик учио је у Јарку и постао је учитељ у Огару. Био је међу првим ученицима новоосноване Карловачке гимназије, коју је похађао 1793-1797. године. Још као ученик имао је добар однос са директором Андрејем Волнијем, од кога је много научио и са којим се дописивао све до његове смрти.
Док је био у гимназији упутио је молбу митрополиту Стратимировићу да по свршеној гимназији буде примљен у богословију, која је требало да буде отворена у Карловцима. Митрополит је успео да издејствује од Генералне команде у Петроварадину да Гершић буде ослобођен војне обавезе како би се посветио „литерарним студијама” (1793). Наредних година похађао је богословију, са прекидом од годину дана (1798), када је био учитељ основне школе у Карловцима. Потом је до 1802. студирао филозофију.

## Рад у просвети
По завршеним студијама постављен је за професора у I граматикалном разреду Карловачке гимназије. Од 1809. био је краљевски окружни надзорник народних школа у Срему и Славонији. Потом је обављао функцију директора карловачке српске основне школе (1811—1814). Током његовог мандата као школског надзорника отворен је велики број нових народних школа, а старе су поправљане. Заслужан је и што се изборио да немачки језик у школама у Срему предају Срби.

## Преводилачки рад
Као врстан познавалац латинског језика преводио је Цицерона и Плинија. С немачког је преводио Канта, Шилера и Хердера, а познат је и по преводу Кампеовог Теофрона.

## Реформа српског језика
Био је присталица Вука Караџића, са којим се интензивно дружио од 1816. до 1820. и сугерисао му решења за слова љ, њ и ј. Касније се разишао са Вуком, и нападао га је у чланцима потписујући се псеудонимима Куцкало, Штипалковић и Ранитовић.

## Породица
Његов син био је Стефан Гершић, лекар и стручни писац, а унук Глигорије Гига Гершић, правник, политичар и универзитетски професор.